# Иваньково (Рамешковский район)
Иваньково  — деревня в Рамешковском районе Тверской области.

## География
Находится в восточной части Тверской области на расстоянии приблизительно 12 км на северо-восток по прямой от районного центра поселка Рамешки.

## История
Известна с 1627—1629 годов как пустошь. В 1709 году стояли 5 крестьянских и 7 бобыльских дворов. В 1859 году 44 двора, в 1887 — 85. В советское время работали колхозы «Комбайн», «Путь Ильича», «Моряк». В 2001 году 31 дом принадлежал постоянным жителям, а 19 наследникам и дачникам. До 2021 года входила в состав сельского поселения Заклинье до его упразднения.

## Население
Численность населения: 314 человек (1859 год), 395 (1887), 500 (1936), 72 (1989, русские 33 %, карелы 62 %), 55 (русские 44 %, карелы 54 %) в 2002 году, 46 в 2010.